# قائمة ثدييات منطقة الجوف

منطقة الجوف.

هذه قائمة عن ثدييات منطقة الجوف، والتي تقع في شمال غرب المملكة العربية السعودية.

## آكلات الحشرات
| الاسم الشائع       | الاسم العلمي            | الفصيلة    | التفاصيل | المصدر |
| رتبة قنفذيات الشكل |                         |            | |        |
| القنفذ الأثيوبي    | Paraechinus aethiopicus | القنفذيات  | القنفذ الأثيوبي هو أحد ثلاثة أنواع منتشرة في شبه الجزيرة العربية، وهو النوع الوحيد من القنفذيات الموجود في منطقة الجوف. يعيش القنفذ الأثيوبي في الصحاري والسهول الصحراوية وبالقرب من المزارع وأحواش الماشية والتي تكثر فيها الحشرات. | [ 1 ]  |
| رتبة أرنبيات الشكل |                         |            | |        |
| أرنب الصحراء البري | Lepus capensis          | الأرانب    | أرنب الصحراء البري هو النوع الوحيد الذي يعيش في شبه الجزيرة العربية، ويعيش في الصحاري كصحراء النفود كما قد يتواجد في المناطق الجبلية، وهو متكيف للعيش في البيئة الصحراوية. تعوض الأرانب البرية نقصان أعدادها بسبب الصيد عن طريق قدرتها التناسلية. | [ 2 ]  |
| رتبة الوبريات      |                         |            | |        |
| الوبر الصخري       | Procavia capensis       | الوبريات   | هو النوع الوحيد من رتبة الوبريات الذي يتواجد في شبه الجزيرة العربية، ويعيش بالقرب من الجبال وفي الحرات والتي توفر له الحماية من الأعداء. الوبر الصخري يتحمل قلة الغذاء ويمتنع عن الزواج وقت الجفاف. يتعرض الوبر الصخري لخطر التناقص بسبب صيده. | [ 3 ]  |
| رتبة القوارض       |                         |            | |        |
| عضل جيسمان         | Gerbillus cheesmani     | الفأرية    | عضل جيسمان هو قارض يعيش في البيئة الرملية وخصوصاً حول نبات الأرطى، وهو ليلي المعيشة حيث يخرج ليتغذى على الحبوب والنباتات لاتقاء حر الشمس أو لأن رطوبة تكون أعلى ليلاً وذلك ليعوض نقص المياه. | [ 4 ]  |
| عضل واغنر          | Gerbillus dasyurus      | الفأرية    | عضل واغنر ينتشر في أنحاء شبه الجزيرة العربية وخصوصاً المناطق والسهول الصخرية. عضل واغنر قارض ليلي المعيشة ويعيش في مستعمرات جماعية ويتغذى على بذور الأعشاب الموسمية. | [ 4 ]  |
| الجرذ الليبي       | Meriones libycus        | الفأرية    | الجرد الليبي ينتشر في أنحاء واسعة من شبه الجزيرة العربية وهو قوي البنية ولون شعره رملي وله في نهاية ذيله خصلة شعر سوداء. الجرد الليبي حيوان نهاري المعيشة ويتغذى على النباتات الصحراوية. | [ 4 ]  |
| جرذ سندوفال        | Meriones crassus        | الفأرية    | جرذ سندوفال يعيش في المناطق الرملية في مستعمرات حول جذور الأشجار. يخرج الجرذ عند غروب الشمس ليتغذى على الحبوب والحشائش | [ 4 ]  |
| الجربوع الصغير     | Jaculus jaculus         | الجربوعيات | الجربوع الصغير حيوان رملي اللون أطرافه الأمامية قصيرة، وأطرافه الخلفية طويلة لتمكنه من القفز عالياً. ذيله طويل حيث يصل طوله إلى ضعفي طول جسمه وهو يساعده في التوازن أثناء الحركة. يعيش الجربوع الصغير في السهول الصحراوية والمناطق الرملية. يخرج الجربوع ليلاً ليتغذى على الحبوب والسيقان والأعشاب، وهو يعتبر فريسة للعديد من الحيوانات، كما أنه يصاد ويؤكل في بعض المناطق. | [ 4 ]  |
| جربوع الفرات       | Allactaga euphratica    | الجربوعيات | جربوع الفرات من الجربوعيات التي تنتشر في شمال شبه الجزيرة العربية ويعيش في المناطق السهلية، وهو حيوان ليلي المعيشة ويتنقل مسافات بعيدة بحثاً عن الغذاء. لجربوع الفرات خمسة أصابع في قدميه الخلفيتين يستخدم الثلاثة الوسطى من أجل الحركة أما الاثنان الباقيان فضامران. | [ 4 ]  |
| النيص              | Hystrix indica          | الشياهيم   | النيص هو النوع الوحيد من الشياهيم والذي يعيش في شبه الجزيرة العربية. جسمه مغطى بأشواك طويلة حادة يستخدمها كالقنافذ ويطلقها ضد مهاجميه. يوجد في جميع المناطق ما عدا الصحراء ويكثر في الأودية والمناطق الجبلية. يتغذى النيص على النباتات والخضار والثمار، فهو مدمر للمحصولات الزراعية وينقل الأمراض الخطيرة لكن قلة أعداده قللت من هذا الأثر.                               | [ 4 ]  |

## آكلات اللحوم
| الاسم الشائع      | الاسم العلمي             | الفصيلة   | التفاصيل | المصدر        |
| رتبة اللواحم      |                          |           | |               |
| الذئب العربي      | Canis lupus arabs        | الكلبيات  | الذئب العربي ذئبٌ صغير الحجم وينتشر في أغلب مناطق المملكة ما عدا صحراء الربع الخالي وبعض أجزاء صحراء النفود، وينشط ليلاً ويصطاد في جماعة وله حاسة شم قوية. أعداد الذئب العربي في تناقص لأنه يتعرض للقتل على يد سكان البادية لأنه يفترس المواشي. | [ 5 ]         |
| الثعلب الأحمر     | Vulpus vulpus            | الكلبيات  | الثعلب الأحمر أو أبو حصين كما يسميه البعض هو أحد أربعة أنواع توجد في المملكة العربية السعودية، وهو رشيق الجسم طوله يصل إلى المتر وطول ذيله إلى 40 سم. يعيش الثعلب الأحمر في المناطق الصحراوية وفي الأودية والسهول، ولكنه يفضل العيش بالقرب من التجمعات السكانية لتوافر الغذاء وهو ما يسبب للمزارعين وسكان البادية العديد من المشكلات الاقتصادية، ويستطيع الثعلب الأحمر أن يتجنب الوقوع في الأسر. | [ 5 ]         |
| ثعلب الرمال       | Vulpus rueppelli         | الكلبيات  | ثعلب الرمال هو ثعلب أصغر حجماً من الثعلب الأحمر فيصل طوله إلى 80 سم تقريباً، وله ذيل طويل وكثيف، ولون فرائه باهت. يعيش ثعلب الرمال في المناطق الرملية ومشاهدته نادرة لقلة أعداده مع أنه يتجول بحثاً عن الغذاء. أعداده في تناقص مستمر وهو على وشك الانقراض. | [ 5 ]         |
| غرير العسل        | Mellivera capensis       | العرسيات  | غرير العسل هو حيوان بني أو أسود اللون، وطول جسمه ما بين 80 إلى 90 سم، وله ذيل قصير. أطراف غرير العسل الأمامية قوية وتساعده مخالبه في الحفر أما أطرافه الخلفية فضعيفة. جلد الغرير السميك يوفر له الحماية. | [ 5 ]         |
| الضبع المخطط      | Hyaena hyaena            | الضبعيات  | للضبع المخطط بنية جسم قوية، وله فكان قويان يساعدانه على تهشيم العظام وفتح الجماجم. يعيش الضبع المخطط في المناطق الصحراوية والأودية والحرات، وقد يوجد قريباً من المناطق الزراعية، وهو يتحمل العطش لأوقات طويلة. يتعرض الضبع للصيد بشكل مستمر. | [ 5 ]         |
| القط الرملي       | Felis margarita          | السنوريات | يبلغ طول القط الرملي 75 سم تقريباً ويبلغ طول ذيله 30 سم تقريباً. للقط الرملي رأس مربع، ولون جسمه رمادي مصفر، وذيله ينتهي بخصلة سوداء. يعيش هذا النوع في البيئة الرملية وأعداده قليلة جداً، ويعتبر مهدداً بالانقراض، وهو بحاجة ماسة للحماية. | [ 5 ]         |
| القط البري        | Felis silvestris gordoni | السنوريات | يبلغ طول القط البري 85 سم تقريباً ويبلغ طول ذيله 40 سم تقريباً. يميل لون جسمه إلى الرمادي الباهت مع خطوط سوداء على جانبي الجسم. توجد القطط البرية في أجزاء واسعة من المنطقة لكنها تفضل السهول المفتوحة والمناطق الصخرية. أعداد القطط البرية متناقصة وتعتبر مهددة بالانقراض بسبب الاصطياد المستمر لها وهي بحاجة للحماية. | [ 5 ]         |
| رتبة شفعية الحافر |                          |           | |               |
| المها العربي      | Oryx leucoryx            | البقرية   | المها العربي هي النوع الوحيد من جنس المها والتي توجد في شبه الجزيرة العربية، وأصغرها حجماً وأكثرها رشاقة. يميل لون جسم المها إلى اللون الأبيض ولها بقعة بنية في الوجه وقرنان طويلان. كانت المها متواجدة في معظم أجزاء المملكة بما فيها الصحاري كصحراء النفود ولكن أعدادها بدأت بالتناقص في القرن العشرين بسبب الصيد الجائر وفي ستينات القرن العشرين انقرضت المها من مواطنها الطبيعية، وفي سنة 1962 تعاونت السعودية والكويت وعمان وحديقة لندن في جمع عشرة أفراد من المها العربي - سبعة منها من السعودية - وأرسلت إلى ولاية أريزونا في أمريكا من أجل برنامج الإكثار وقد بلغ عددها بعد 21 سنة قرابة 150 فرداً. في سنة 2012 حصلت محمية بسيطاء الخاصة على أربعة أفراد من المها. | [ 6 ] [ 7 ]   |
| غزال الريم        | Gazella subgutturosa     | البقرية   | غزال الريم هو أكبر الأنواع في المملكة ولونه شاحب وليس عليه خطوط واضحة في الوجه أو البطن. يعيش غزال الريم في صحراء النفود ويتحرك مسافات واسعة باحثاً عن الغذاء. انقرضت الريم من مواطنها الطبيعية في القرن العشرين بسبب الصيد الجائر لكن جهود الهيئة الوطنية للحياة الفطرية مكنتها من استعادة بعض مواطنها الطبيعية. | [ 8 ]         |
| غزال الأدمي       | Gazella gazella          | البقرية   | غزال الأدمي صغير الحجم لا يتجاوز طوله المتر تقريباً، ولونه بني وعلى وجهه خطوط بنية. يعتبر غزال الأدمي منقرضاً من مواطنه الطبيعية ولا يعرف إن كان ما زال في المنطقة مجموعة تعيش طبيعياً، وأعداده بشكل عام في المملكة العربية السعودية قليلة. | [ 9 ]         |
| الغزال العفري     | Gazella dorcas           | البقرية   | الغزال العفري صغير الحجم، ولونه رملي ويفصل بين لون جسمه ولون بطنه خط خفيف. للغزال العفري قرون متوسطة الطول تميل إلى الخلف. أعدادها في مواطنها الطبيعية لا تكاد تذكر بسبب الصيد الجائر، وما زالت بعض أعدادها متواجدة في مراكز الإكثار. | [ 10 ]        |
| البُدُن             | Capra nubiana            | البقرية   | البدن هو أحد أنواع الوعول والتي تعيش في شبه الجزيرة العربية. للبدن قرنان طويلان معقوفان إلى الخلف، ويبلغ طولهما 45 سم تقريباً. أعداده في موطنه الطبيعي قليلة وهو يواجه خطر بسبب الصيد الجائر. | [ 11 ] [ 12 ] |